# FED (aparat)

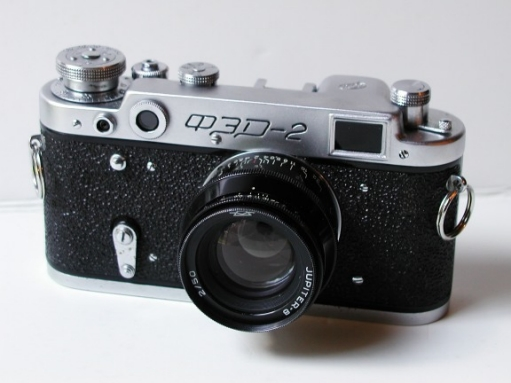
FED 2

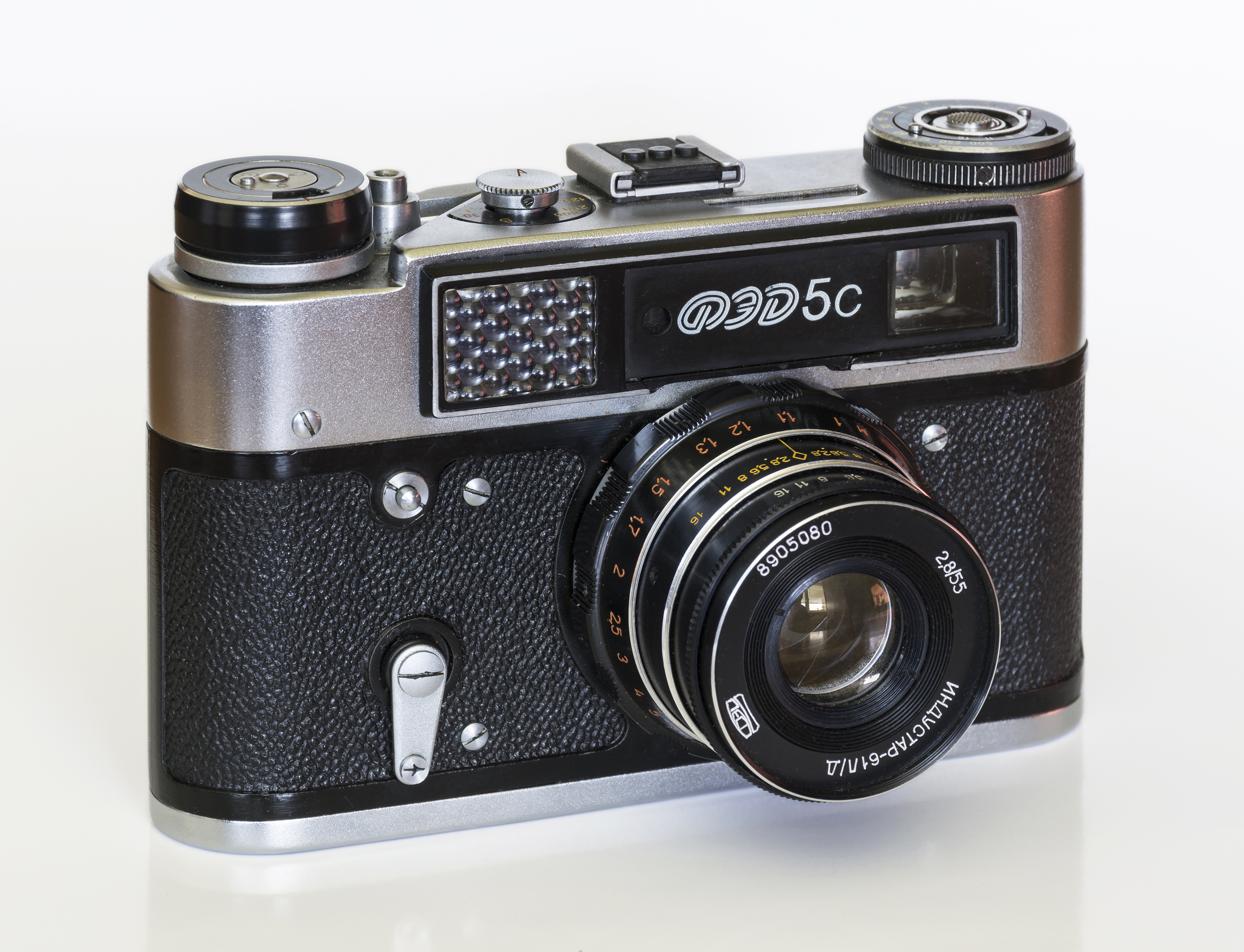
FED 5C

FED, ФЭД – radzieckie aparaty dalmierzowe, produkowane na wzór aparatu Leica. FED to inicjały twórcy Czeki Feliksa Edmundowicza Dzierżyńskiego. Początkowo aparaty produkowała Dziecięca Komuna NKWD im. F.E. Dzierżyńskiego utworzona przez Antona Makarenkę.